# Leptomorphus neivai
Leptomorphus neivai är en tvåvingeart som beskrevs av Edwards 1940. Leptomorphus neivai ingår i släktet Leptomorphus och familjen svampmyggor. Inga underarter finns listade i Catalogue of Life.